# KESK Leopoldsburg
Dernière mise à jour : 29 juin 2018.
Le Koninklijke Excelsior Sportkring Leopoldsburg est un club belge de football basé à Bourg-Léopold. Le club a été créé en 1942 et porte le matricule 3904. Il est issu d'une fusion intervenue en 1943 entre le Sport Na Arbeid Heppen et le Standaard Football Club Heppen, suivie d'une autre en 2002 avec le Sportkring Strooiendorp. Il évolue en Division 3 Amateur lors de la saison 2018-2019. C'est sa 22e saison dans les séries nationales belges, dont 1 passée en Division 3.

## Histoire
Le Sport Na Arbeid Heppen s'affilie à l'URBSFA le 10 septembre 1942 et reçoit le matricule 3571. Vingt jours plus tard, un autre club de l'entité de Heppen rejoint l'Union Belge, le Standaard Football Club Heppen, qui reçoit le matricule 3572. Le 1er juin 1943, les deux clubs s'unissent pour former l'Excelsior Heppen. Il se réaffilie à l'Union Belge sous le nom d'Excelsior Football Club Heppen et reçoit le matricule 3904. Le club évolue au plus bas niveau de la hiérarchie provinciale jusqu'en 1959. Il remporte alors le titre de troisième provinciale et monte en deuxième provinciale. Il y reste quasiment une décennie, étant relégué en 1968. Six ans plus tard, il chute en quatrième provinciale, désormais le plus bas niveau du football belge. Il remporte le titre dans sa série en 1979 et revient ainsi en « P3 ». Le club preste toutes les années 1980 à ce niveau puis remonte en « P2 » en 1990 à la faveur d'un nouveau titre.
À partir de là, l'Excelsior va connaître une progression constante pendant près de dix ans. Après une saison d'adaptation où il lutte surtout pour son maintien, les résultats du club s'améliorent et l'équipe parvient à décrocher le titre de sa série en 1994, accédant ainsi à la première provinciale. Entretemps, le 7 juin 1993, le club est reconnu « Société Royale » et adapte son appellation officielle en Koninklijke Excelsior Football Club Heppen. Deux ans plus tard, le club est sacré champion du Limbourg et rejoint pour la première fois de son histoire la Promotion, le quatrième niveau national belge. Cette première expérience est de courte durée pour le club qui termine en position de relégable et doit redescendre en « P1 » après une seule saison. Douze mois plus tard, il remporte le tour final interprovincial et revient en Promotion.
Cette fois, le club s'adapte rapidement au niveau national et termine en troisième position, une place qualificative pour le tour final offrant la montée en Division 3. Il en est toutefois éliminé par le Stade Louvain. La saison suivante, il finit quatrième et se qualifie de nouveau pour le tour final, dont il est éliminé par Seraing-RUL. Les résultats sont moins bons les deux saisons suivantes. En 2002, le club fusionne avec le Sportkring Strooiendorp, un club fondé en 1982, porteur du matricule 8821 et évoluant en deuxième provinciale. Le club fusionné choisit de conserver le matricule 3904 de l'Excelsior et prend le nom de Koninklijke Excelsior Sportkring Leopoldsburg. L'équipe réalise à nouveau de bons résultats et parvient à se qualifier une nouvelle fois pour le tour final en 2004, où le KFC Evergem Center se montre trop fort. La saison suivante est couronnée de succès avec un titre de champion pour le club, qui accède ainsi pour la première fois à la troisième division.
Le séjour au troisième niveau national ne dure qu'un an, le club terminant avant-dernier dans sa série, une position de relégable. Retombé en Promotion, le club se classe saison après saison dans le subtop de sa série et participe à plusieurs reprises au tour final pour la montée en Division 3. En 2009, il remporte le classement de la deuxième tranche pour se qualifier. Il élimine Sprimont au premier tour mais est ensuite éliminé par Hasselt, vice-champion dans sa série. L'année suivante, le club termine troisième mais est sorti au premier tour du tour final par Heppignies-Lambusart-Fleurus. Le club rentre ensuite dans le rang durant deux ans.
Lors de la saison 2012-2013, le club lutte pour le titre avec le KFC Oosterzonen Oosterwijk. Ce dernier remporte les deux premières tranches du championnat tandis que Leopoldsburg remporte la troisième. À cause du forfait général de l'Excelsior Veldwezelt, la fin de saison est perturbée et le club termine son championnat une journée avant les autres. Il compte à ce moment trois points d'avance sur Oosterwijk qui remporte toutefois son dernier match et décroche in-extremis le titre de champion dans la série grâce à une meilleure différence de buts. Reversé au tour final, le club se défait du KVK Ypres au premier tour après les tirs au but avant de s'incliner, également aux tirs au but, face à l'Union Saint-Gilloise au tour suivant.
Le KESK Leopoldsburg ne parvient pas à rééditer cette performance les saisons suivantes et termine deux années de suite en milieu de classement. Il évolue toujours en Promotion lors de la saison 2015-2016.

## Résultats dans les divisions nationales
Statistiques mises à jour le 30 juin 2018

### Palmarès
- 1 fois champion de Belgique de Promotion en 2005.

### Bilan
| Niv | Divisions     | Jouées | Titres | TM Up | TM Down |
| --- | ------------- | ------ | ------ | ----- | ------- |
| I   | 1re nationale | 0      | 0      |       |         |
| II  | 2e nationale  | 0      | 0      |       |         |
| III | 3e nationale  | 1      | 0      |       |         |
| IV  | 4e nationale  | 18     | 1      | 6     |         |
| V   | 5e nationale  | 2      | 0      | 1     |         |
|     |               |        |        |       |         |
|     | TOTAUX        | 21     | 1      | 7     | 0       |

- TM Up : test-match pour départager des égalités, ou toutes formes de Barrages ou de Tour final pour une montée éventuelle.
- TM Down : test-match pour départager des égalités, ou toutes formes de Barrages ou de Tour final pour le maintien.

### Classement saison par saison
| Ordre               | Saison  | Nom du club            | Niveau                         | Classement final | Remarques         |
| ------------------- | ------- | ---------------------- | ------------------------------ | ---------------- | ----------------- |
| 1                   | 1996-97 | K. Excelsior FC Heppen | Promotion série C              | 14e/16           | Relégué!          |
| séries provinciales |         |                        |                                |                  |                   |
| 2                   | 1998-99 | K. Excelsior FC Heppen | Promotion série C              | 3e/16            | Tour final        |
| 3                   | 1999-00 | K. Excelsior FC Heppen | Promotion série C              | 4e/16            | Tour final        |
| 4                   | 2000-01 | K. Excelsior FC Heppen | Promotion série C              | 8e/16            |                   |
| 5                   | 2001-02 | K. Excelsior FC Heppen | Promotion série C              | 11e/16           |                   |
| 6                   | 2002-03 | K. ESK Leopoldsburg    | Promotion série C              | 8e/16            |                   |
| 7                   | 2003-04 | K. ESK Leopoldsburg    | Promotion série C              | 3e/16            | Tour final        |
| 8                   | 2004-05 | K. ESK Leopoldsburg    | Promotion série C              | 1er/16           | Champion et promu |
| 9                   | 2005-06 | K. ESK Leopoldsburg    | Division 3 série B             | 15e/16           | Relégué           |
| 10                  | 2006-07 | K. ESK Leopoldsburg    | Promotion série C              | 5e/16            |                   |
| 11                  | 2007-08 | K. ESK Leopoldsburg    | Promotion série C              | 10e/16           |                   |
| 12                  | 2008-09 | K. ESK Leopoldsburg    | Promotion série C              | 8e/16            | Tour final        |
| 13                  | 2009-10 | K. ESK Leopoldsburg    | Promotion série C              | 3e/16            | Tour final        |
| 14                  | 2010-11 | K. ESK Leopoldsburg    | Promotion série C              | 11e/16           |                   |
| 15                  | 2011-12 | K. ESK Leopoldsburg    | Promotion série C              | 10e/16           |                   |
| 16                  | 2012-13 | K. ESK Leopoldsburg    | Promotion série C              | 2e/16            | Tour final        |
| 17                  | 2013-14 | K. ESK Leopoldsburg    | Promotion série C              | 8e/16            |                   |
| 18                  | 2014-15 | K. ESK Leopoldsburg    | Promotion série C              | 12e/16           |                   |
| 19                  | 2015-16 | K. ESK Leopoldsburg    | Promotion série C              | 8e/16            | Relégué           |
| 20                  | 2016-17 | K. ESK Leopoldsburg    | Division 3 Amateur VFV série B | 9e/16            |                   |
| 21                  | 2017-18 | K. ESK Leopoldsburg    | Division 3 Amateur VFV série B | 5e/16            | Tour final        |